# Barbing
Barbing é um município da Alemanha, no distrito de Ratisbona, na região administrativa de Oberpfalz, estado de Baviera.